# GML
Ngôn ngữ đánh dấu địa lý (GML) là một dạng ngôn ngữ dựa trên nền XML được định nghĩa bởi Tổ chức Không gian Địa lý (OGC). GML được coi là mô hình ngôn ngữ chuẩn cho các hệ địa lý cũng như các định dạng mã mở cho các chuyển đổi địa lý trên Internet. Lưu ý khái niệm về tính năng trong GML rất tổng quát, không những bao gồm các "vector" thông thường hoặc các đối tượng rời rạc mà còn các vùng khác (xem GMLJP2) và dữ liệu cảm biến. Khả năng tích hợp tất cả các dạng thông tin địa lý là điểm nổi bật của GML.

## Mô hình GML
GML có chứa một tập hợp đa dạng các hình học được sử dụng để xây dựng lược đồ ứng dụng đặc trưng hoặc các ứng dụng ngôn ngữ bao gồm:
- Tính năng
- Hình học
- Hệ tham chiếu toàn cầu
- Topology
- Thời gian
- Tính năng động
- Coverage (bao gồm các hình ảnh địa lý)
- Đơn vị đo lường
- Các hướng
- Các quan sát
- Luật biểu diễn bản đồ